# 自强镇
自强镇，是中华人民共和国四川省绵阳市梓潼县下辖的一个乡镇级行政单位。2019年12月，撤销马迎乡和二洞乡，将其所属行政区域划归自强镇管辖，自强镇人民政府驻三合街17号。

## 行政区划
自强镇下辖以下地区：
大安社区、三合村、自强村、长征村、星光村和黎明村。